# パドマギャルポ
パドマギャルポ（チベット文字：པདྨ་རྒྱལ་པོ་; ワイリー方式：Padma-rgyal po, モンゴル語: Бадамрэгжийбуу, 中国語: 八的麻亦児間卜、? - 1328年）は、モンゴル帝国第10代皇帝（カアン）であるイェスン・テムルの次男。クビライ・カアンの曾孫に当たり、兄には第11代カアンのアリギバがいる。

## 概要
生年は不明であるが、晋王イェスン・テムルの次男として生まれた。兄に天順帝アリギバ、弟にソセ太子とヨンダン・ジャンボがいる。至治3年（1323年）、英宗シデバラがテクシらによって暗殺される（南坡の変）と、イェスン・テムルは擁立されてカアン位に即いた。
カアンとなったイェスン・テムルは泰定元年（1324年）20日（丙午）に長男のアリギバを皇太子とし、同月23日（己酉）に次男のパドマギャルポを晋王に封じた。また、同日にはパドマギャルポの従兄弟にあたるバラシリがオルドス高原のチャガン・ノールへの出鎮を命じられており、皇太子アリギバ・湘寧王バラシリ・晋王パドマギャルポはそれぞれクビライ時代の皇太子チンキム・安西王マンガラ・北平王ノムガンの役割を果たすべく任命されたのではないかと推測されている。
最初に晋王に封ぜられた祖父のカマラ以来、晋王にはケルレン川河畔にあるチンギス・カンの四大オルドを統轄する役目があったが、パドマギャルポは年幼いためすぐには封地であるモンゴリアに赴かなかった。
泰定4年（1327年）12月7日（辛丑）には右丞相タシュ・テムルと左丞相ダウラト・シャーに対し、本来はパドマギャルポの役目である晋王府内史と四大オルドのことについて統領するよう勅令が出された。
致和元年（1328年）、イェスン・テムルが亡くなると、皇太子アリギバを擁立しようとしたダウラト・シャーらに対して、エル・テムルらがトク・テムルを擁立し、内乱状態に陥った（天暦の内乱）。アリギバらは上都に籠城したものの、最終的にはエル・テムルの軍勢に敗れ、投降した。内乱時のパドマギャルポの動向は伝えられていないが、『元史』には天暦元年（1328年）に陥落した上都で殺されたことが記録されている。
パドマギャルポを最後に、元朝では正式に「晋王」に封じられる者はいなくなったが、「チンギス・カンの四大オルドを統轄する」晋王という称号への畏敬はその後も長く残った。パドマギャルポからおよそ100年後にタイスン・ハーンの弟のアクバルジが「ジノン（＝晋王）」と称され、その孫のボルフ・ジノンの孫のサイン・アラク・ジノンの時代より、「ジノン」は四大オルドを統轄するオルドス部部首長の称号として知られるようになった。

## 晋王カマラ家
- セチェン・カアン（世祖クビライ）(Qubilai Qaγan ＞忽必烈/hūbìliè, قوبيلاى/Qūbīlāī)
  - 皇太子チンキム(Činkim ＞真金/zhēnjīn, چيم كيم/Chīm kīm)
    - 晋王カマラ(Kammala ＞甘麻剌/gānmálá, كملا/Kamalā)
      - イェスン・テムル・カアン（泰定帝）(Yesün Temür ＞也孫鉄木児/yěsūn tiěmùér, ییسون تیمور/Yīsūn tīmūr)
        - ラキパク・カアン（天順帝）(Razibaγ ＞阿吉里八/ājílǐbā)
        - 晋王パドマギャルポ(Padmargyal po ＞八的麻亦児間卜/bādemáyìérjiānbo)
        - ソセ太子(Söse ＞小薛/xiǎoxuē)
        - ヨンダン・ジャンボ太子(Yondan zhangbu ＞允丹蔵卜/yǔndān zàngbo)

      - 梁王スンシャン(Sungšan ＞松山/sōngshān, جونگشای/jūngšāī)
        - 梁王オンシャン(Ongšan ＞王禅/wángchán)
          - 雲南王テムル・ブカ(Temür buqa ＞帖木児不花/tiěmùér búhuā)

      - 湘寧王デルゲル・ブカ(Delger buqa ＞迭里哥児不花/diélǐgēér búhuā, دلگربوقا/delger būqā)
        - 湘寧王バラシリ(Balaširi ＞八剌失里/bālàshīlǐ)